# خانه شیخ الاسلام

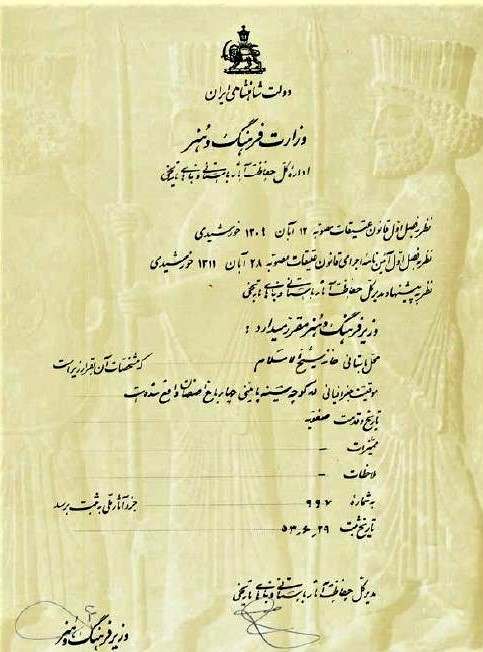
گواهی ثبت خانه شیخ الاسلام به عنوان آثار ملی توسط وزارت فرهنگ و هنر در سال ۱۳۵۳

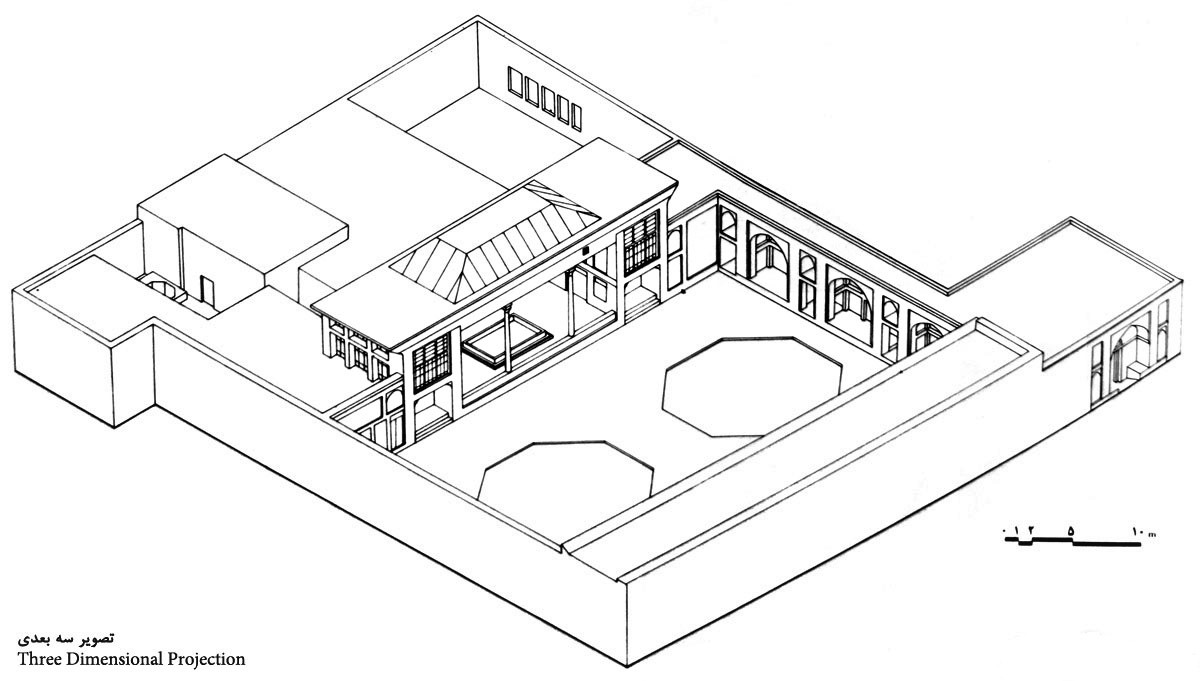
تصویر ۳ بعدی خانه شیخ الاسلام

خانه شیخ الاسلام مربوط به دوره صفوی - دوره قاجار واقع در اصفهان است که محل سکونت علامه محقق سبزواری، شیخ الاسلام اصفهان و نوادگان او بوده و در تاریخ ۲۹ شهریور ۱۳۵۳ به‌عنوان یکی از آثار ملی ایران به ثبت رسیده‌است.

## تاریخچه و وجه تسمیه
خانه یا دیوانخانه شیخ الاسلام در دوره صفوی ساخته شده و در دوره قاجار تزیینات جدیدی به ان اضافه شده‌است. این خانه محل سکونت محمدباقر سبزواری بوده‌است. شاه سلیمان صفوی (و احتمالاً شاه عباس دوم) توسط علامه محسن فیض کاشانی از ملا محمد باقر سبزواری خواست که در اصفهان سکونت کند و شیخ‌الاسلام این شهر باشد. در محله سینه پایینی در نزدیکی باغ همایون (باب همایون) باغی سلطنتی بود که شاه ان را به محقق سبزواری واگذار کرده و خود دستور ساختن عمارتی عالی به سبک چهل ستون را داد. این ساختمان با متعلقا تش محل سکنای محقق سبزواری و همسرش سرو قد خانم (یکی از دختران اشراف دربار صفوی) قرار گرفت و دیوانخانه یعنی عمارت اصلی مرکز قضا و حکومت شرعی مملکت و بخصوص پای تخت گردید
۶ نسل از نوادگان محقق سبزواری، منصب شیخ‌الاسلام اصفهان را داشته‌اند و آخرین آن‌ها میرزا علی‌اکبر شیخ‌الاسلام بود که در دیوانخانه شیخ الا سلام زندگی می‌کرد.

## مشخصات بنا
خانه شیخ الاسلام با مسا حتی در حدود ۱۶۵۰ متر مربع و زیر بنای۶۸۲ مترمربع از نوع خانه‌های دو  ایوانی است. ضلع شمالی خانه به شکل نمونه وار خانه‌های معماری ایران در دوره صفوی است. در این نوع بناها یک اتاق شاه نشین در وسط ضلع که بهترین دید را به حیاط دارد قرار می‌گیرد که معمولاً هم به صورت پنج دری یا ارسی و گاه هفت دری (در اینجا ارسی) می‌باشد. راه ورودی این اتاق از دو راهروی کناری (اصطلاحاً میان در) می‌باشد. هر یک از این راهروها علاوه بر این که راه ورودی به یک اتاق دیگر (سه دری) در دو طرف اتاق ارسی می‌باشد. در منتهی‌الیه ضلع ساختمان نیز اتاق‌های کم‌اهمیت یا فضاهای خدماتی قرار می‌گیرد که این فضاها ورودی بیواسطه ای از خود حیا ط دارند. در منتهی‌الیه شرقی این ضلع راه پلهٔ پشت بام و در منتهی‌الیه غربی سرویس‌های بهداشتی قرار گرفته‌اند. سقف این ضلع بنا در گذشته فرو ریخته‌است و در حال حاضر سقف بنا از نوع مسطح (تیر و تخته) است که بر روی ان تزئینات گچ بری صورت گرفته‌است.
ضلع جنوبی شامل یک ایوان بزرگ و بلند با کاربندی‌های نفیس تزئینی از دوره صفوی در ضلع اصلی و گچ بری و نقا شیهای زیبای دوره معماری قاجاری در ضلع‌های طرفین و سقف است. سقف ان از نوع مسطح بوده و بر دو ستون چوبی تکیه داده‌است. در سمت شرق ایوان یک اتاق گوشواره جالب با سقف گنبدی و تزئینات نقش برجسته گچی قرار دارد. این قسمت از بنا کاملاً تخریب شده بوده‌است که در سال‌های اخیر بر اساس ضوابط میراث فرهنگی موردباز سازی و بهره‌برداری قرار گرفته‌است. در سمت غرب ایوان اتاق‌هایی قرار دارند که حد فا صل حیاط عمومی و خصوصی خانه است و در حال حاضر با تیغه کشی از عرصه عمومی بنا جدا شده‌اند و در مالکیت باز ماندگان شیخ الاسلام است.
در قسمت خصوصی خانه دخل و تصرفات بسیاری صورت گرفته و به جز اتاق‌های سمت عرصه عمومی که همچنان قدمت و اصالت صفوی خود را دارند بقیه ساختمان دارای معماری دوره پهلوی دوم است.
ورودی اصلی خانه در ضلع غربی حیاط و از داخل یک کوچه نیمه خصوصی است که طریق یک هشتی از کوچه اصلی جدا می‌شود. قسمت خصوصی خانه نیز در حال حاضر دو ورودی به همین کوچه دارد

## ویژگی بنا
وجود انواع تزئینات دوره قاجار در بنا از جمله کاربندی‌های تزئینی در ایوان جنوبی و اتاق‌های کناری، نقوش گچی در اتاق‌های گوشواره به‌طور مفصل و دیگر اتاق‌ها به فراخور اهمیت و همجنین نقاشی روی گچ و آیینه کاری در سقف مسطح ایوان جنوبی و انواع تزئینات گره‌چینی در درب و پنجره‌ها از خصوصیت بارز این بنا می‌باشد

## نوع بهره‌برداری بنا

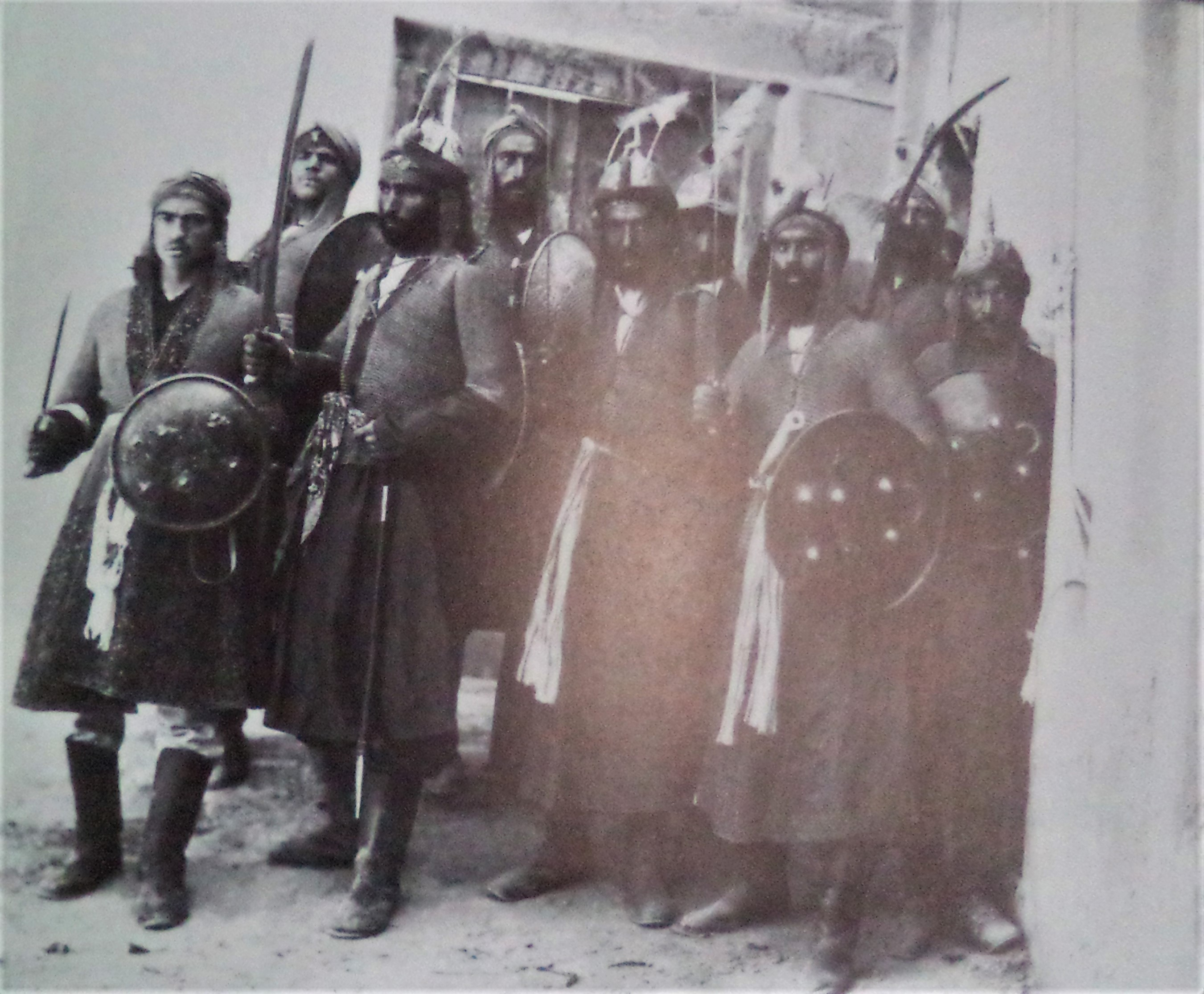
تعزیه خوانان اصفهان توسط ارنست هولتسر

فضای این خانه به گونه ای طراحی شده که هم منزل مسکونی و هم فضای مناسب برای انجام کارهای مدعی العموم و مراسم مذهبی بوده‌است

### دیوان خانه (عدالتخانه)
در دوران قاجار نظام قضاوت و دادرسی دیوان خانه‌هایی بود که رۆسای آن توسط شاه منصوب می‌شدند، دیوان خانه در حقیقت مکانی برای رسیدگی به شکایات مردم بود. طرز کار دیوانخانه چنین بود که شکایات و دعوای حقوقی را به حکام شرع ارجاع می‌کردند و حاکم شرع یعنی روحانی و مجتهد دربارة شکایات حکم می‌داد. در دوره قاجار شیخ الاسلام به ریاست محاکم شرع گماشته می‌شد. در شهرهای بزرگ یک قاضی شرع هم بود که زیر نظر شیخ الاسلام انجام وظیفه می‌کرد در سال۱۲۶۸ ه‍.ش (۱۳۰۶ ه‍. ق)ناصرالدین‌شاه قاجار در هر یک از شهرهای ایران انجمنی زیر نظر حکومت بنام عدالتخانه تشکیل داد که شامل۳ عضو بود که کارهای مدعی العموم راانجام می‌دادند و به دعوا و شکایات مردم رسیدگی می‌کردند  . در سال ۱۲۶۸ ه‍.ش (۱۳۰۶ ه‍.ق) میرزا حسن شیخ الا سلام جزو اولین اعضای این عدالتخانه در اصفهان بود که پس از فوتش در سال۱۲۷۰ ه‍.ش برادرش میرزا علی اکبر شیخ الاسلام علی‌رغم داشتن سن کمتر نسبت به برادر دیگر، میرزا علی شیخ الاسلام، به سبب لکنت زبان برادر بزرگتر که شایسته سخنرانی در مراسم بزرگان حکومت نبود جایگزین او شد 

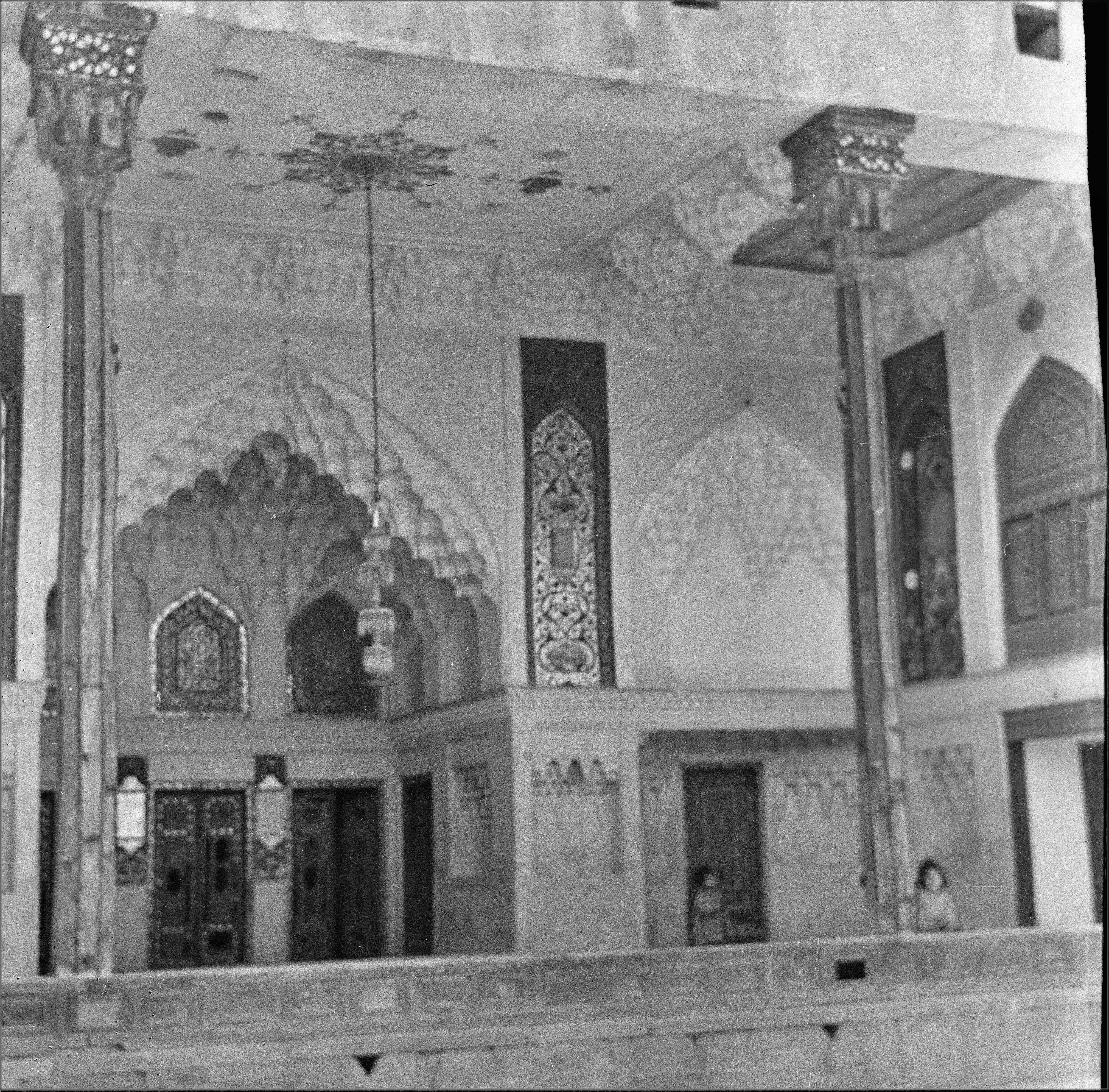
خانه شیخ الاسلام اصفهان - دیوان خانه (عدالتخانه) در سال ۱۳۳۵

### مجالس عزاداری و تعزیه
سبک خاص معماری این خانه به گونه ای است که از ان به عنوان تکیه جهت برگزاری مراسم سوگواری محرم و تعزیه خوانی می‌توانست استفاده شود
ایوان و دو گوشواره آن که مرتفع‌ترین بخش خانه می‌باشد، وجود سقف شیب‌داری برفراز ایوان که این ارتفاع را افزایش داده،
سکوهای اطراف حیاط جهت تماشای افراد عامه، اتاق‌های گوشواره در قسمت تالار محل تماشای خواص، دو باغچه در حیاط جهت نگهداری اسب و احشام تعزیه خوانی طراحی شده بودند. این تغییرات باعث ایجاد نقشه ساختمانی نامتعارفی است که بانقشه سایر خانه‌های قدیمی اصفهان تفاوت اساسی دارد
در حیاط خانه از یک پوش (چادر) ۱۰۰۰ متری و چندین ستون بلند چوبی برای برپائی پوش و لامپ‌های بزرگ برای روشنائی مراسم استفاده می‌شده‌است.
هر ساله نزدیک به ۸۰روز مجالس عزاداری و تعزیه در خانه شیخ الاسلام برگزار می‌شد که در ان عموم طبقات از عالم و تاجر و کاسب و زن و مرد و کلیه مقامات دولتی از کشوری و لشکری و ادارات مختلف شرکت می‌کردند
ملا میرزا از اهالی خورزوق که یکی از تعزیه خوان‌های برجسته و مرشد تعزیه اصفهان بود از اواخر دوره قاحاریه که ظل السلطان حاکم اصفهان بود در خانه شیخ الاسلام تعزیه خوانی می‌کرد. ۳ نسل از اوشامل نوه اش اسماعیل معینی که او نیزاز تعزیه خوان‌های برجسته اصفهان است برای نوه‌های شیخ الاسلام تا چند سال پیش در این خانه تعزیه خوانی می‌کردند.
برپایی عزاداری امام حسین (ع) در این خانه تا زمان رضاشاه ادامه داشت و پس از منع عزاداری امام حسین در آن زمان، مردم به صورت مخفیانه در قسمت پشت ساختمان عزاداری می‌کردند
تعزیه‌ای قوی، حرفه‌ای و پرجاذبه ای که در این خانه طراحی و اجرا می‌شد طبق نظر برخی از کارشناسان، بسترهای مناسب را برای تئاتر نوپای ایران که در دهه‌های بعد به‌تدریج جان می‌گرفت، فراهم ساخت.

### مسکونی
دیوانخانه شیخ الاسلام در حدود ۳۰۰ سال محل سکونت ۱۰نسل از نوادگان محقق سبزواری بوده و آخرین ساکنین ان، نوادگان میرزا علی و میرزا علی اکبر شیخ الاسلام بودند که تا اواخر ده ۱۳۳۰ ه‍.ش در این خانه زندگی می‌کردند سرانجام دیوانخانه بصوابدید علی شیخ‌الاسلام و موافقت دیگر فرزندان علی اکبر ونوادگان میرزا علی به اداره میراث فرهنگی واگذار شد. قسمت جنوب غربی خانه (معروف به خلوت) متعلق به ورثه میرزا عباس شیخ الاسلام (واعظ معروف اصفهانی) می‌باشد که هم‌اکنون، فرزندان او از این خانه به صورت موقت استفاده می‌کنند

## دلایل ثبت اثرملی
خانه شیخ الاسلام علاوه بر اهمیت فرهنگی مالکش، از نظر معماری واجد به خصوصیت ارزشمندی است. تحولات انجام گرفته در ساختمان از دوره صفوی و قاجار گرفته تا دوره پهلوی و بازسازی‌های اخیر، این بنا را شنا سه ای از سیر تحول معماری در این سرزمین تبدیل کرده‌است. این اثر در تاریخ ۲۹ شهریور ۱۳۵۳ با شمارهٔ ثبت ۹۹۷ به‌عنوان یکی از آثار ملی ایران به ثبت رسیده‌است. بخش اصلی و اعظمی از خانه در مالکیت سازمان میراث فرهنگی است و آدرس ان دراصفهان، چهارراه تختی، کوچه شیخ الاسلام می‌باشد

## در سیاحتنامه

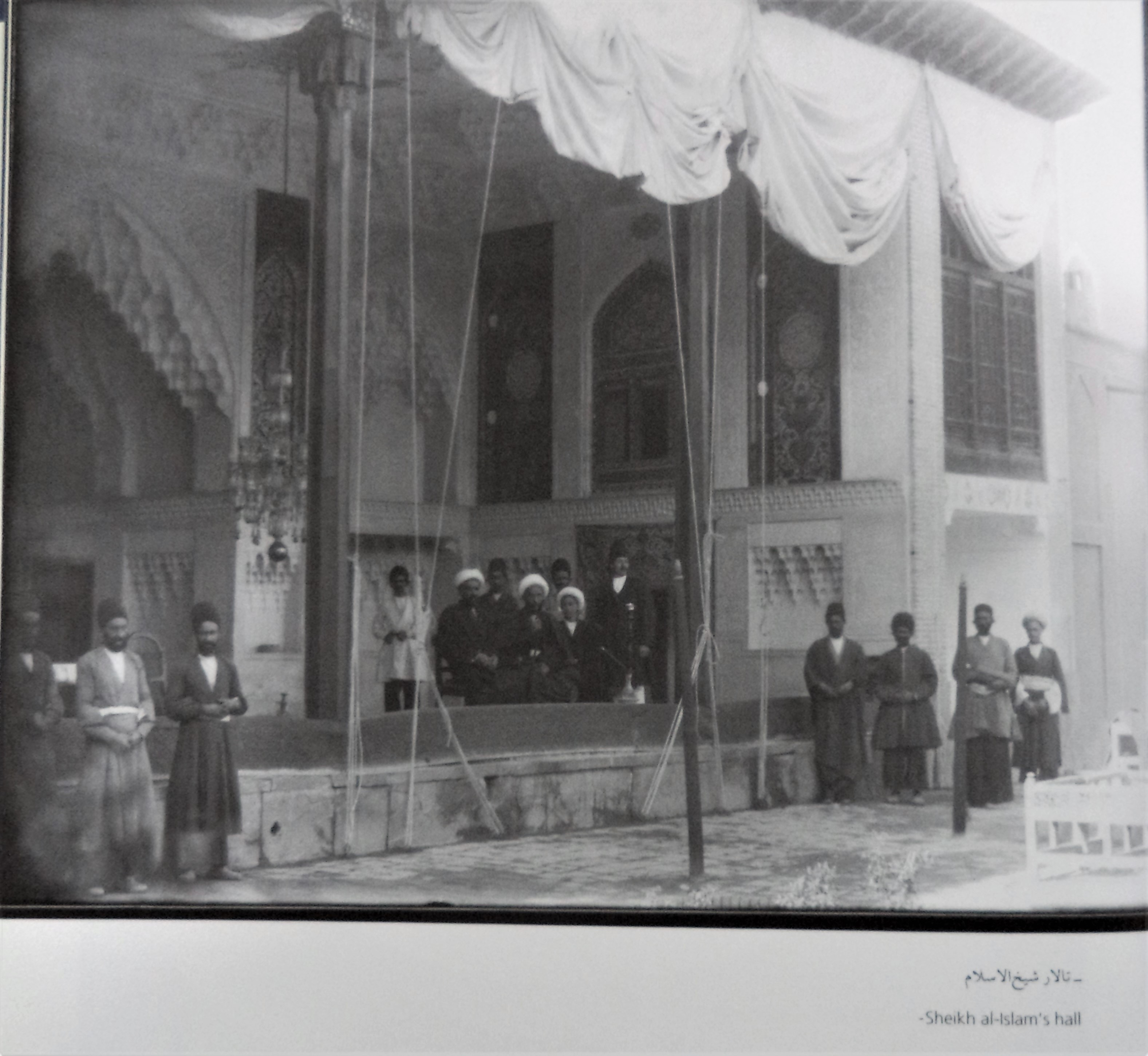
عکس «تالار شیخ الاسلام» توسط ارنست هولتسر از خانه میرزا محمد رحیم سوم، شیخ الاسلام اصفهان، درحدود سال ۱۲۵۷ ه‍. ش

- ژان شاردن در تابستان۱۰۵۲ ه‍.ش به اصفهان رفت و تا سال ۱۰۵۶ ه‍.ش دراین شهر اقامت کرد و در سفر نامه خود[۴] دنباله مطالب مربوط به محله نیم آورد و ساختمان مسجد حکیم و ذکر کوچه کاله می‌نویسد:

در این ناحیه سه خانه است. خانه اول به نام محمد باقر خراسانی رئیس مدرسه ملا عبدالله و متوالی مدرسه ملا عبدلله که مهم‌ترین مدارس اصفهان است. این شیخ از علمای بزرگه زمان خود و شایسته لقب مجتهد بوده‌است.
- ارنست هولتسر، مهندس آلمانی، یکی از عکاسان پیشگام نیمهٔ دوم قرن نوزدهم میلادی است. او در سال۱۲۴۱ ه‍.ش به استخدام دولت انگلیس درآمد و مأمور شد به اصفهان برود و مدیریت تلگرافخانهٔ این شهر را برعهده بگیرد. پس از پایان مأموریتش، با دوربینی عکاسی به اصفهان بازگشت و بیش از هزار عکس بین سال‌های ۱۲۵۲ تا ۱۲۷۶ ه‍.ش گرفت که اغلب عکس‌ها قبل از سال ۱۲۶۰ ه‍.ش به نام "توصیف شهر اصفهان " گرفته شده‌است که شا مل عکسی بنام " تالار شیخ الاسلام "[۲۲] از خانه شیخ الاسلام می‌باشد.
- سید رضاخان یک افسر نظمیه بود که به اصفهان اعزام می‌شود و نقشه ای را برای برقراری نظم شهر درسال ۱۳۰۲ ه‍.ش تهیه می‌کند. این نقشه در زمان حساسی بین ۲ جنگ جهانی بعد از انقلاب مشروطه و در آستانه انقراض قاجار تهیه شده‌است. نقشه به مقیاس ۴۰۰/۱می‌باشد وبه‌طور مبسوط با تعیین محل کلیه محلات و معابر و اماکن متبرکه، حمام‌ها و باغات و غیره ترسیم شده‌است. در این نقشه خانه میرزا سلیمان – مسجد، حمام و خانه شیخ الاسلام نامگذاری و کاملاً در ان مشخص شده‌است[۲۳]

## خانه نساجی سنتی

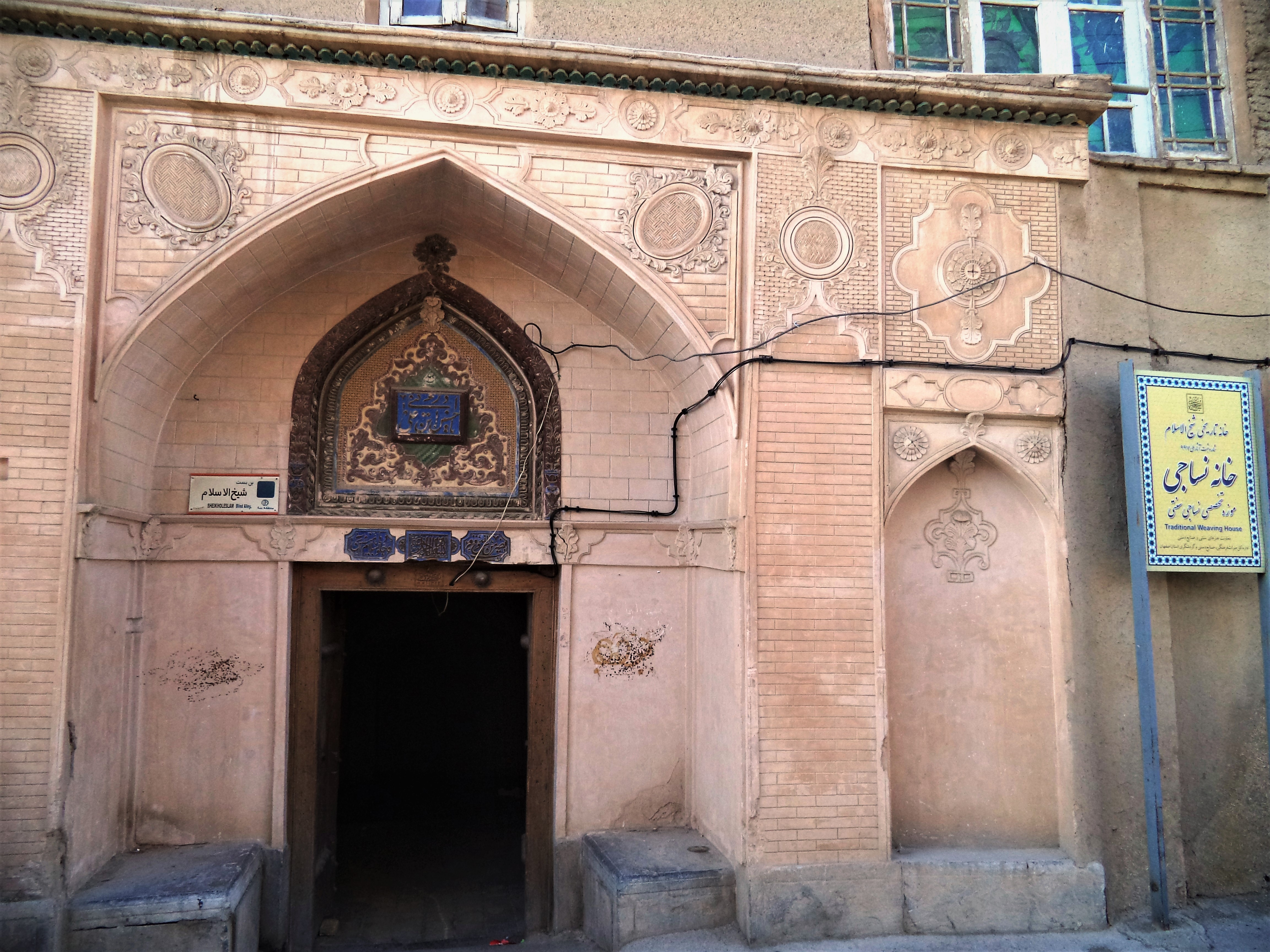
خانه نساجی سنتی در سال۱۳۸۹ در خانه شیخ الاسلام افتتاح گردید

سازمان میراث فرهنگی درتاریخ ۱۸ بهمن ۱۳۸۹ خانه نساجی سنتی در شهر اصفهان را در خانه شیخ الاسلام افتتاح کرد. واحدهای صنایع دستی سازمان میراث فرهنگی در ان مستقر شدند و خانه به موزه ای از هنرهای سنتی از جمله ترمه بافی ،زری بافی ،گلابتون سازی، چادرشب‌بافی، شعر بافی، مخمل بافی، رنگرزی، عبا بافی، ریسنگی و حلاجی تبدیل شد و کارگاه‌های زری بافی، گلابتون دوزی و ترمه بافی به صورت فعال توسط استاد کاران و هنر مندان نساجی به حفظ هنرهای مذکور و به نمایش گذاشتن آن‌ها می‌پردازند. در کنار این کارگاه‌ها ماکت تعدادی از هنرمندان برجسته رشته‌های نساجی سنتی در رشته‌های شعر بافی، مخمل بافی، کار بافی، عبا بافی، رنگرزی سنتی، حلاجی و نخ ریسی به صورت نمادین ساخته شده و در کنار دستگاه‌های مرتبط با فعالیت این هنرمندان قرار گرفته‌است.

## مقاله و پایان‌نامه
مقال‌ها و تحقیقاتی که در ارتباط با خانه شیخ الاسلام به چاپ و انجام رسیده‌است:
- بررسی راهبردهای بهبود عملکرد خانه تاریخی شیخ الاسلام (خانه نساجی) اصفهان به عنوان یک مقصد برای رونق آخرین شانس گردشگری، مائده فیناستیان، دانشکده پژوهش‌های عالی هنر و کار آفرینی، کارشناسی ارشد، ۱۳۹۷
- بررسی تطبیقی و تحلیلی گچبری در خانه‌های قاجاری اصفهان، فصلنامه علمی پژوهشی هنرهای تجسمی، زهرا فنائی، سید علی مجابی، دکتر حبیب‌الله آیت‌اللهی، ۱۳۹۰
- گونه‌شناسی خانه دوره قاجار در اصفهان، نشریه هویت شهر، دکتر مریم قاسم سیچانی، دکتر غلامحسین معماریان ،۱۳۸۹

## بمباران خانه شیخ الاسلام

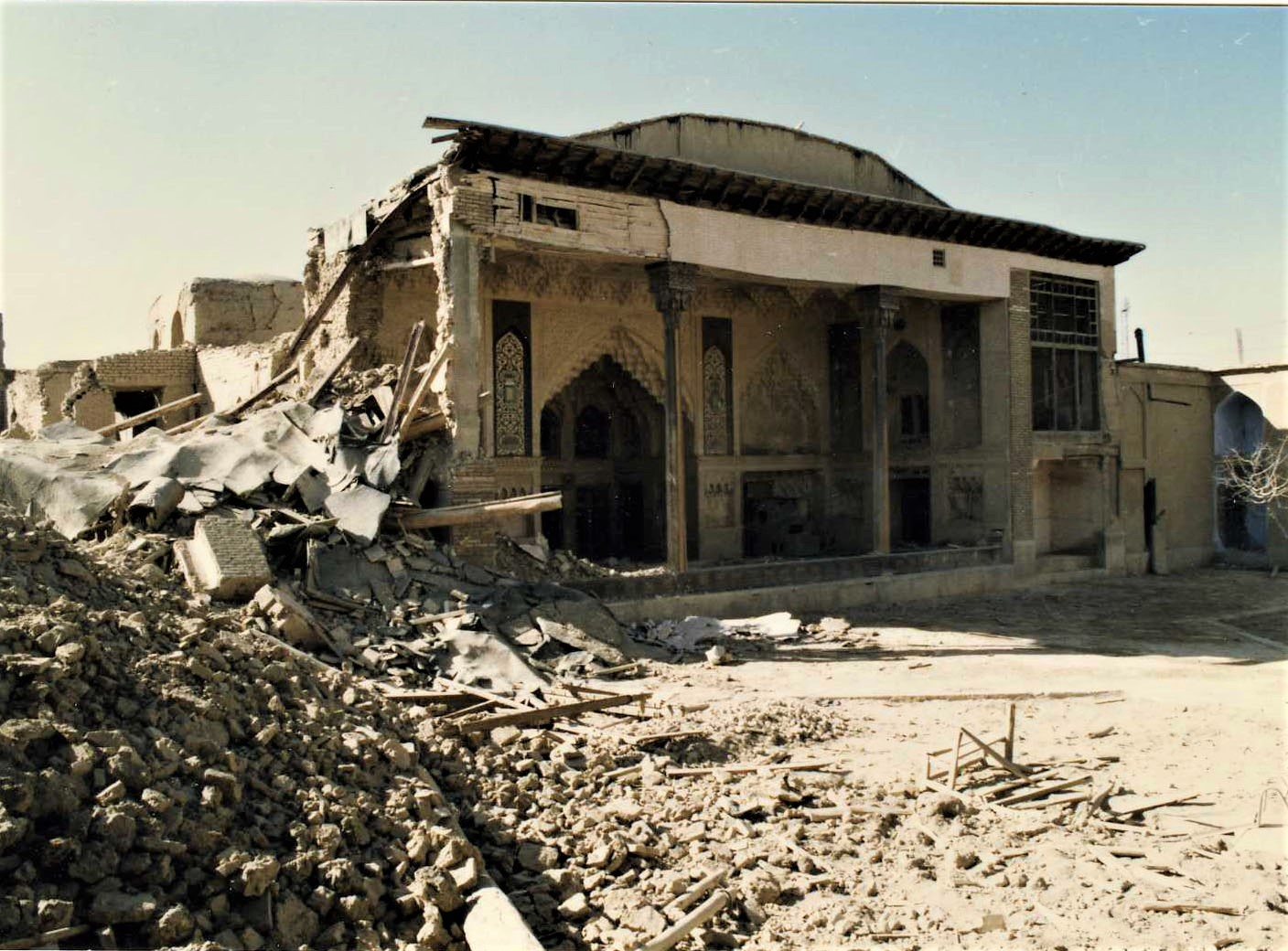
در سال ۱۳۶۵ در جریان حملات هوائی عراق، خانه شیخ الاسلام بمباران شد

در سال ۱۳۶۵در جریان جنگ ایران و عراق و حملات هوائی عراق، این خانه بمباران شد و در نتیجه قسمت جنوب‌شرقی بنا (معروف به کاش خانه) کاملاً ویران و تزیینات کاشیکاری آن از میان رفت. از همان زمان اقدامات مرمتی به‌خصوص در قسمت تزیینات و ساخت درهای مشبک توسط استادکاران متخصص و زیرنظر سازمان میراث‌فرهنگی آغاز شد. کارشناسان سازمان میراث‌فرهنگی همچنین گام‌های مؤثری در جهت استحکام‌بخشی بنا برداشته‌اند ولی بازسازی و مرمت این خانه به‌طور کامل به‌اتمام نرسید. به گفته کارشناسان عدم مرمت بخش از تزیینات خانه که در قسمت‌های جنوب‌شرقی در اثر بمباران کاملاً تخریب و از میان رفته‌است، نشان دادن آثار زمان جنگ به علاقه‌مندان می‌باشد و به‌معنای عدم‌توجه مسئولان در حفظ این بنای باقیمانده از دوران گذشته نیست

## بازدید نخست‌وزیر مالزی
نخست‌وزیر مالزی و همراهانش که در تاریخ ۲ دی ۱۳۸۷ به اصفهان سفر کرده واز کارگاه آموزش صنایع دستی خانه تاریخی «شیخ الاسلام» دیدن کردند. نخست‌وزیر مالزی و همراهانش از نزدیک با ۱۰ رشته صنایع دستی از جمله قفل‌سازی، طلاکوبی، قلمزنی، ملیله‌کاری نقره، مینیاتور، میناکاری، نقاشی روی سفال و سرامیک، معرق کاری، لایه چینی و پاییه ماشه آشنا شدند. ایشان وهمراهانشان از هنر هنرمندان اصفهانی به نیکی یاد کردند و اصفهان را به عنوان یکی از قطب‌های مهم صنایع دستی در دنیا دانستند

## نگارخانه

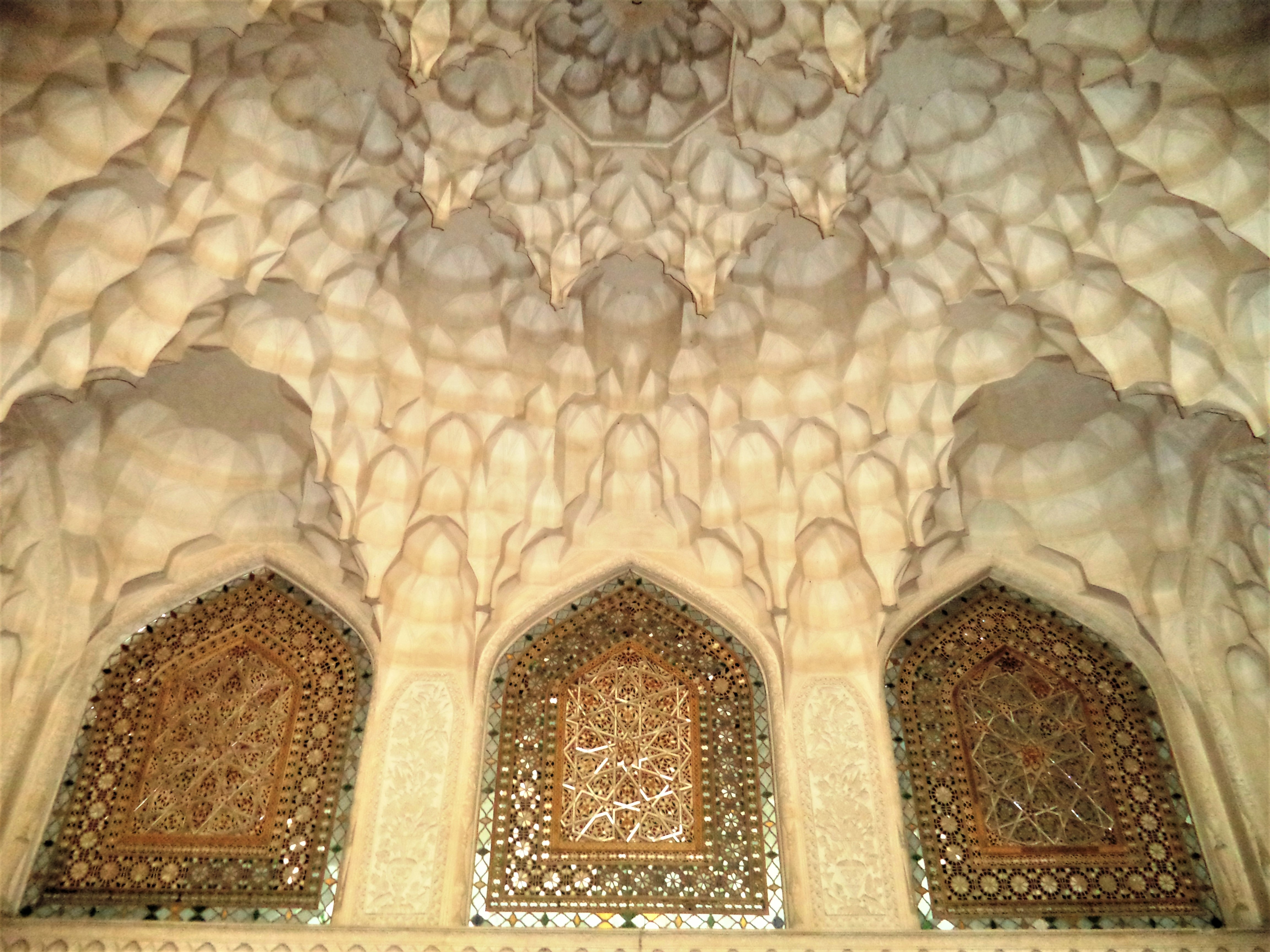
تزئینات سقف
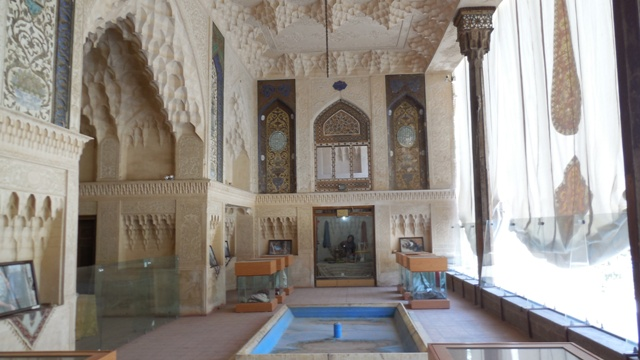
تالار